# Gowalla
Gowalla byla geolokační hra. Uživatelé se přihlašovali pomocí aplikace pro mobilní platformy (iPhone, Android, Blackberry, Palm), nebo pomocí mobilního webového prohlížeče. Jako odměnu získávali uživatelé virtuální předměty, které mohli směňovat za jiné. Uživatelé přidávali nová místa (spoty), nebo celé výlety (tripy). Pokud se uživatel přihlásil z určeného počtu míst výletu (nemusí být všechna), získal speciální odznáček.
10. března 2012 bylo oznámeno, že ukončuje svou činnost, přičemž svá místa, fotky a seznamy si budou později moci stáhnout.